# Тувинский областной комитет КПСС
Тувинский областной (республиканский) комитет КПСС — центральный партийный орган, существовавший в Туве (Тувинская АО, Тувинская АССР) с октября 1944 года по 6 ноября 1991 года.

## История
- В октябре 1944 года, в связи с образованием Тувинской автономной области, был создан Тувинский областной комитет ВКП(б).
- 13 октября 1952 Тувинский областной комитет ВКП(б) переименован в Тувинский областной комитет КПСС.
- 10 октября 1961 года Тувинская автономная область преобразована в Тувинскую АССР.
- В 1991 Тувинский областной комитет КПСС преобразован в Тувинский республиканский комитет КП РСФСР (в составе КПСС).
- 23 августа 1991 года деятельность КП РСФСР приостановлена, а 6 ноября этого же года запрещена.

## Первые секретари РКП(б)/ВКП(б)/КПСС
- 10.1944 - 10.10.1961 Тока, Салчак Калбакхорекович
- Тока, Салчак Калбакхорекович (10.10.1961 — 11.5.1973)
- вакансия, и. о. 2-й секретарь Тувинского областного комитета КПСС Серяков Владимир Ефимович (11.5.1973 — 6.6.1973)
- Ширшин, Григорий Чоодуевич (6.6.1973 — 23.8.1991)